# Lac Alligator (Yukon)
Pour les articles homonymes, voir Alligator (homonymie).
Le lac Alligator, en anglais Alligator Lake, est un lac alpin situé dans le sud du Yukon (Canada), près de Whitehorse. Il est voisin du complexe volcanique d'Alligator Lake auquel il a donné son nom. 